# Санкоре
16°46′33″ пн. ш. 3°00′20″ зх. д. / 16.775833333333° пн. ш. 3.0055555555556° зх. д.

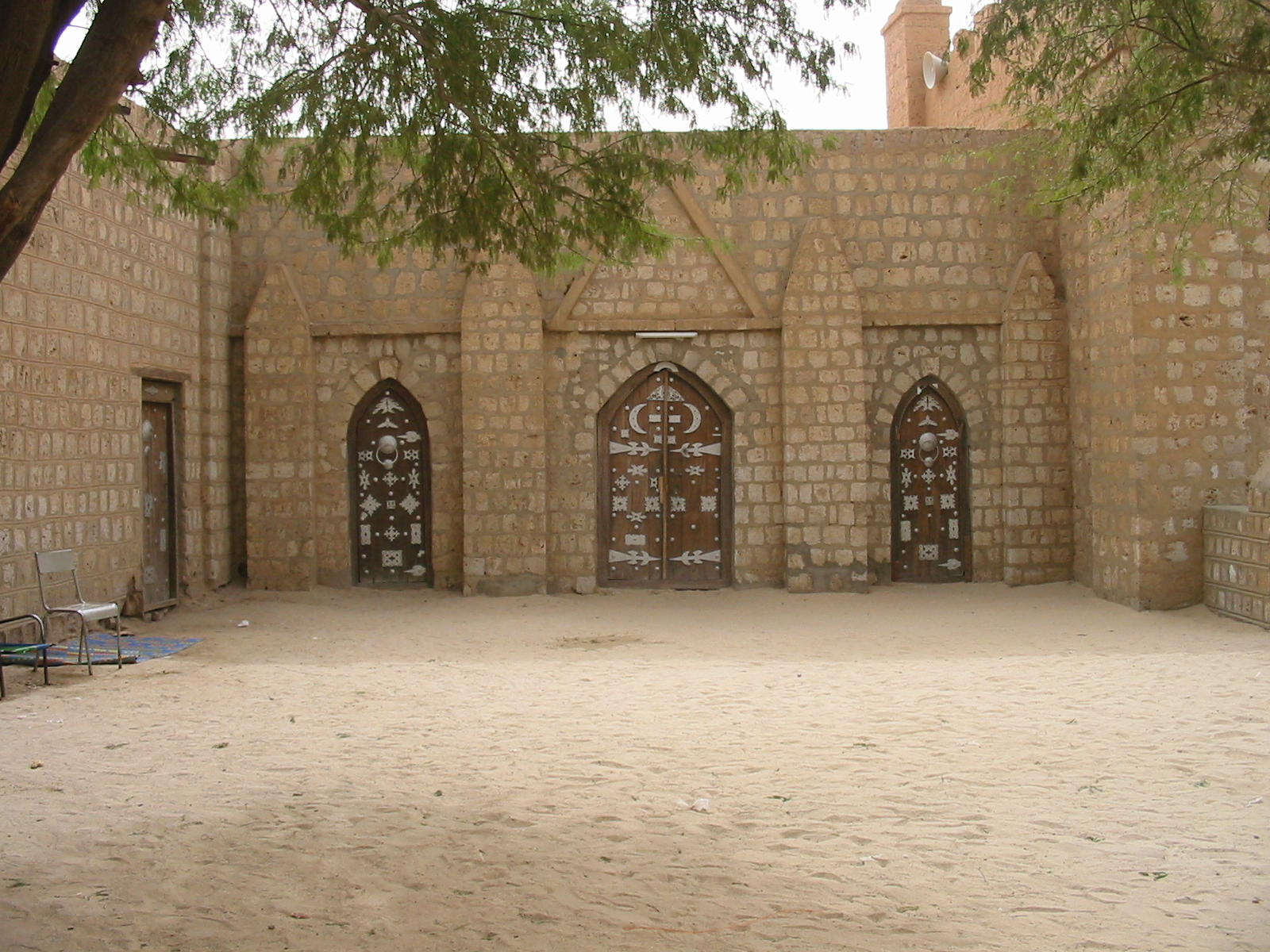
Двір медресе

Медресе Санкоре (інакше університет Санкоре або мечеть Санкоре) — медресе (мусульманський навчальний заклад) в місті Тімбукту, (Малі, Західна Африка). Разом із двома іншими — Джингуеребер та Сіді Ях'я об'єднаний у так званий університет Тімбукту.

## Історія
Точний час заснування невідомий. Мечеть, що входить до складу ансамблю глинобитних будинків, була побудована за наказом імператора Манса Муса після його повернення з хаджу (близько 1327 року). Головний двір відтворює пропорції Кааби. Про високий стутус цього середньовічного навчального закладу свідчить величезна кількість збережених середньовічних рукописів: їхня кількість оцінюється на кілька сотень тисяч. Після переходу Тімбукту під владу Марокко 1591 року вчених почали переслідувати, багато хто залишив місто, і в Санкоре настав період занепаду.

## Джерело
- Prof J O Hunwick. Timbuktu and the Songhay Empire. Brill Academic Publishers, 2003.